# Les Dossiers secrets du Vatican
Pour plus de détails, voir Fiche technique et Distribution.
Les Dossiers secrets du Vatican (The Vatican Tapes) est un film d'épouvante américain réalisé par Mark Neveldine, sorti en 2015.

## Synopsis
Angela Holmes, une jeune femme de 25 ans, fille d'une prostituée, a des effets dévastateurs sur son entourage : chaque personne qu'elle touche meurt subitement ou est victime d'accidents étranges. Angela demande alors de l'aide à des prêtres. Ces derniers voient en elle un cas de possession et veulent pratiquer un exorcisme ; les religieux découvrent que la jeune femme est possédée par une force satanique très puissante et ancienne.

## Fiche technique
- Titre original : The Vatican Tapes
- Titre français : Les Dossiers secrets du Vatican
- Réalisation : Mark Neveldine
- Scénario : Christopher Borrelli, d'après une histoire de Chris Morgan et Christopher Borrelli
- Direction artistique : Jerry Fleming
- Costumes : Lindsay McKay
- Photographie : Gerardo Mateo Madrazo
- Montage : Eric Potter
- Musique : Joseph Bishara[1]
- Production : Chris Cowles, Gary Lucchesi, Chris Morgan et Tom Rosenberg
- Sociétés de production : H2F Entertainment, Lakeshore Entertainment et Lionsgate
- Société(s) de distribution :  Lionsgate,  Metropolitan Filmexport
- Pays d’origine :  États-Unis
- Langue originale : anglais
- Format : couleur -
- Genres : Épouvante, thriller
- Durée : 91 minutes
- Dates de sortie[2] :
  -  États-Unis : 24 juillet 2015
  -  France : 29 juillet 2015
- Classification :
  -  France : Interdit aux moins de 12 ans
  -  États-Unis : PG-13 (Interdit aux moins de 13 ans)

## Distribution
- Olivia Taylor Dudley (VF : Dorothée Pousséo) Angela Holmes
- John Patrick Amedori (VF : Adrien Larmande) : Pete
- Dougray Scott (VF : Bernard Métraux) : Roger Holmes
- Michael Peña (VF : Henri Carballido) : Père Oscar Lozano
- Peter Andersson (VF : Féodor Atkine) : Cardinal Mattias Bruun
- Djimon Hounsou (VF : Daniel Lobé) : Vicar Imani
- Kathleen Robertson (VF : Véronique Desmadryl) : Dr Richards
- Cas Anvar (VF : Serge Faliu) : Dr Fahti
- Alex Sparrow : Kulik

## Accueil

### Box-office
Les recettes du film aux États-Unis s'élèvent à 1 784 763 dollars.